# Nyctimystes infrafrenatus
Ếch cây môi trắng hay Ếch cây khổng lồ (danh pháp hai phần: Nyctimystes infrafrenatus) là loài ếch cây lớn nhất thế giới. Đây là loài bản địa rừng mưa bắc Queensland, New Guinea, quần đảo Bismarck và quần đảo Admiralty.

## Mô tả

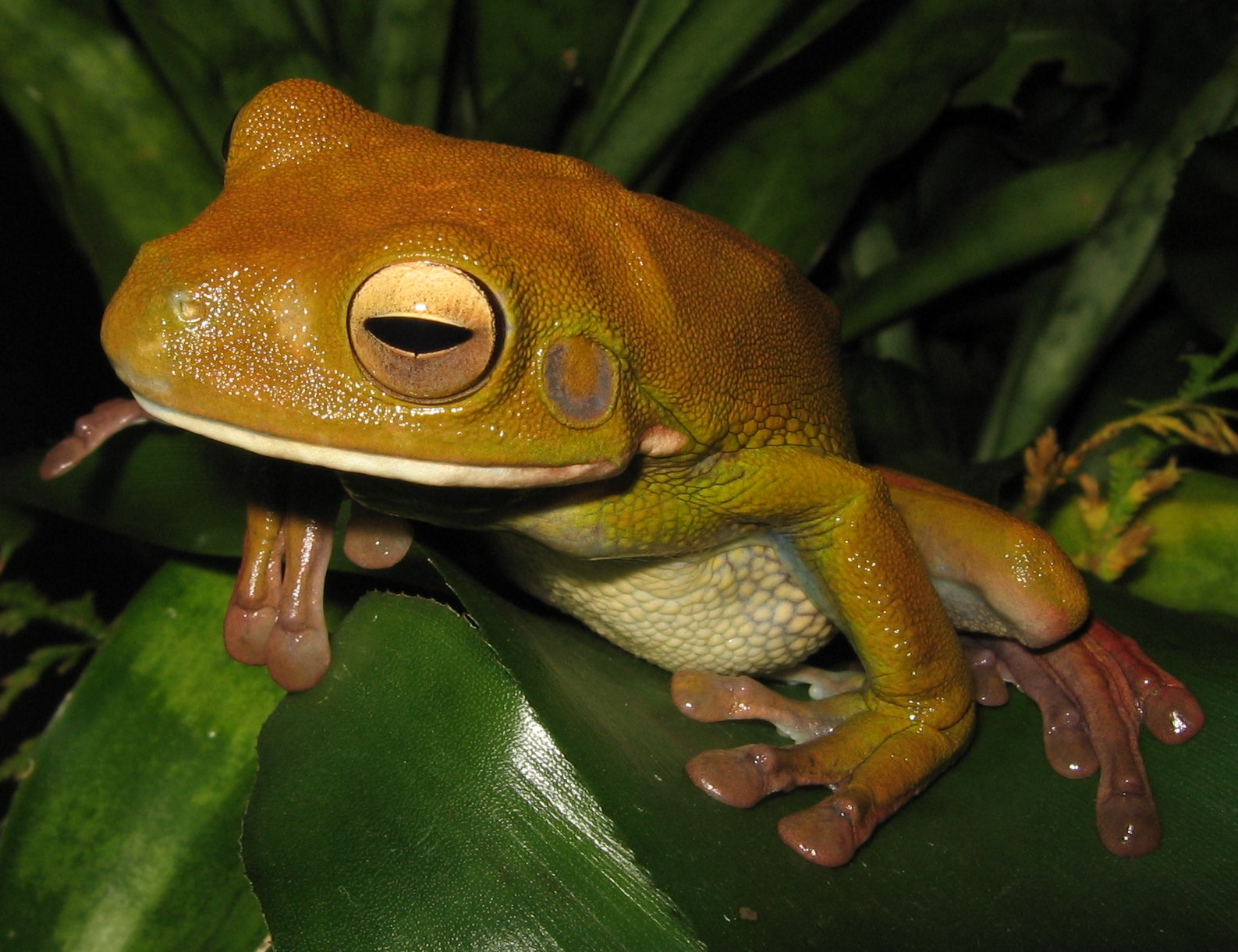
Một con ếch ây môi trắng nâu

Ếch cây môi trắng có thể dài hơn 13 xentimét (5,1 in). Con cái lớn hơn con đực, và con đực thường dài 10 cm (3,9 in). Lưng thường có màu xanh lá cây sáng dù màu thay đổi tùy theo nhiệt độ cảnh quan, và có thể chuyển sang màu nâu. Màu của bụng trắng nhờ. Môi dưới có mội dải trắng nổi bật kéo dài đến tận vai. Có các dải màu trắng trên rìa trên chân dưới mà có thể chuyển sang màu hồng ở con đực trong mùa sinh sản. Loài ếch này có màng chân lớn giúp nó leo trèo.

## Phân bố

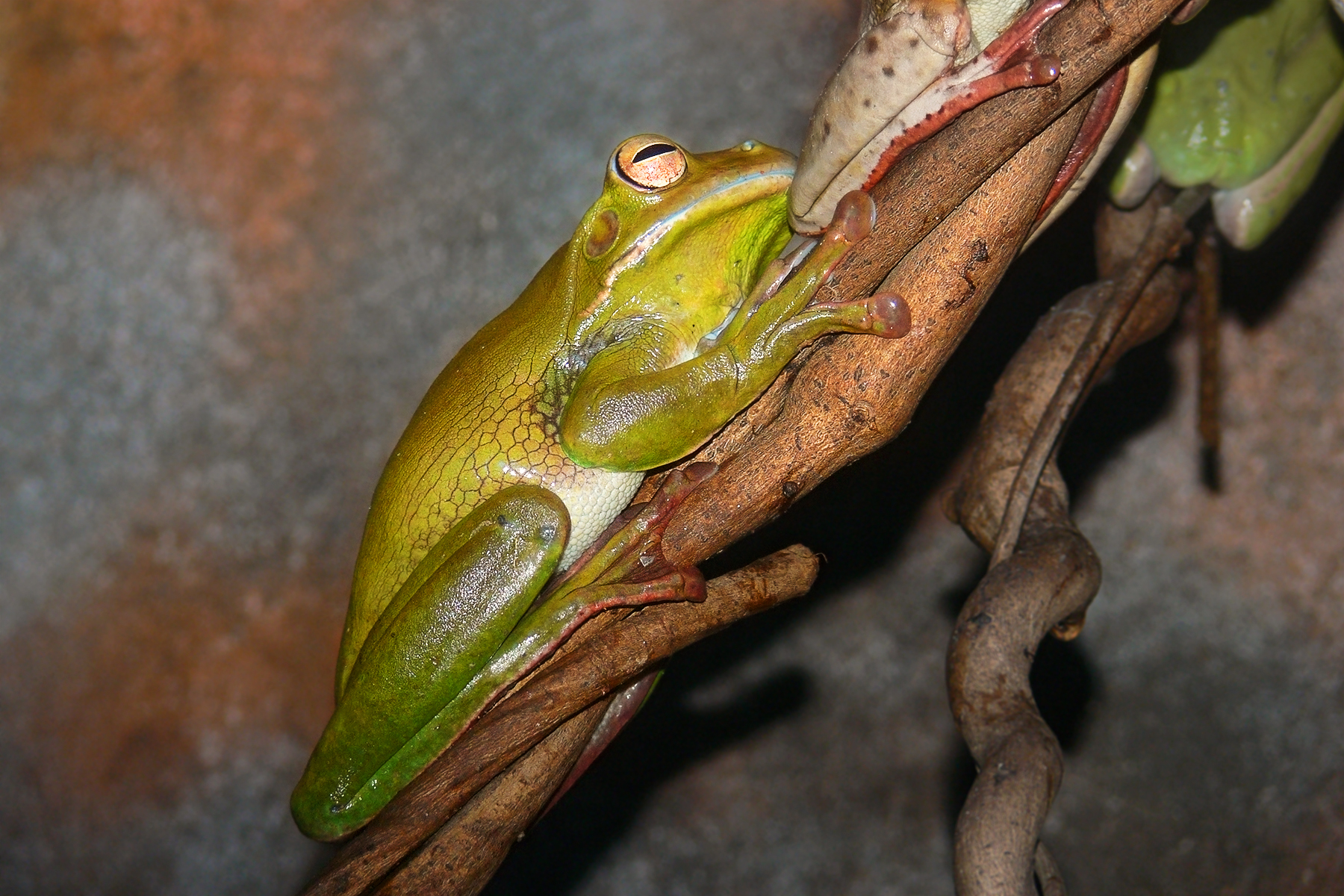
Sở thú Melbourne

Ếch cây môi trắng phân bố ở Úc dọc theo khu vực ven biển của bán đảo Cape York và các vùng nhiệt đới ẩm ướt đông bắc Queensland. Đó là con ếch cây phân bố rộng rãi nhất trong khu vực New Guinea, kéo dài từ phía đông Indonesia, thông qua các lục địa New Guinea, Bismarck và các quần đảo Admiralty ở phía bắc. Nó sống trong các khu rừng mưa, khu vực canh tác và xung quanh nhà ở tại các khu vực ven biển, và được giới hạn khu vực bên dưới ở độ cao 1200 mét.
Con kêu trong suốt mùa xuân và mùa hè sau khi mưa đổ xuống khu vực thực vật xung quanh khu vực sinh sản, thông thường ở một nơi vẫn còn nước.
Chế độ ăn của nó là chủ yếu là côn trùng và động vật chân đốt. Nó có thể sống hơn mười năm trong tự nhiên.

## Gallery

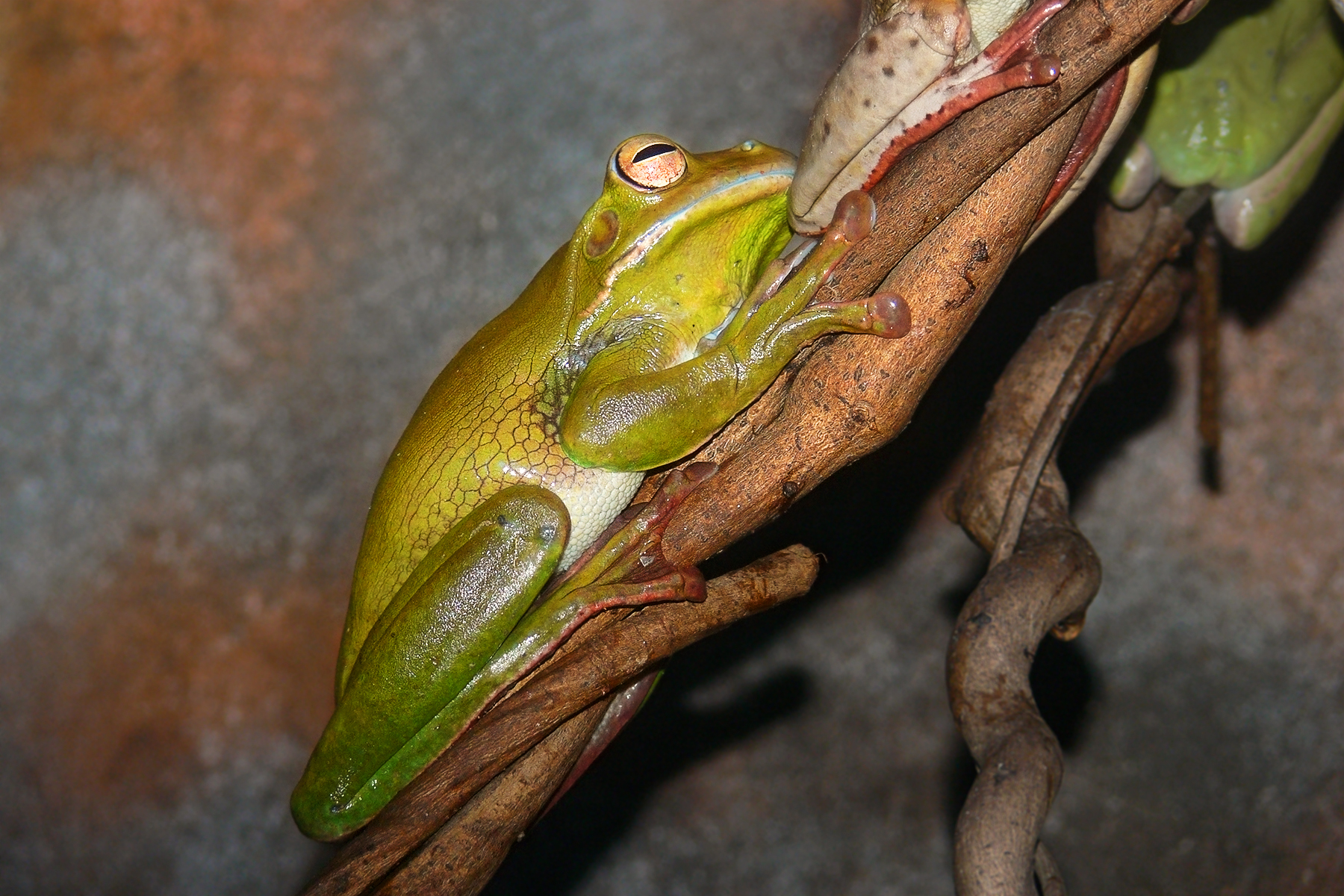
Giant tree frog in a Melbourne zoo
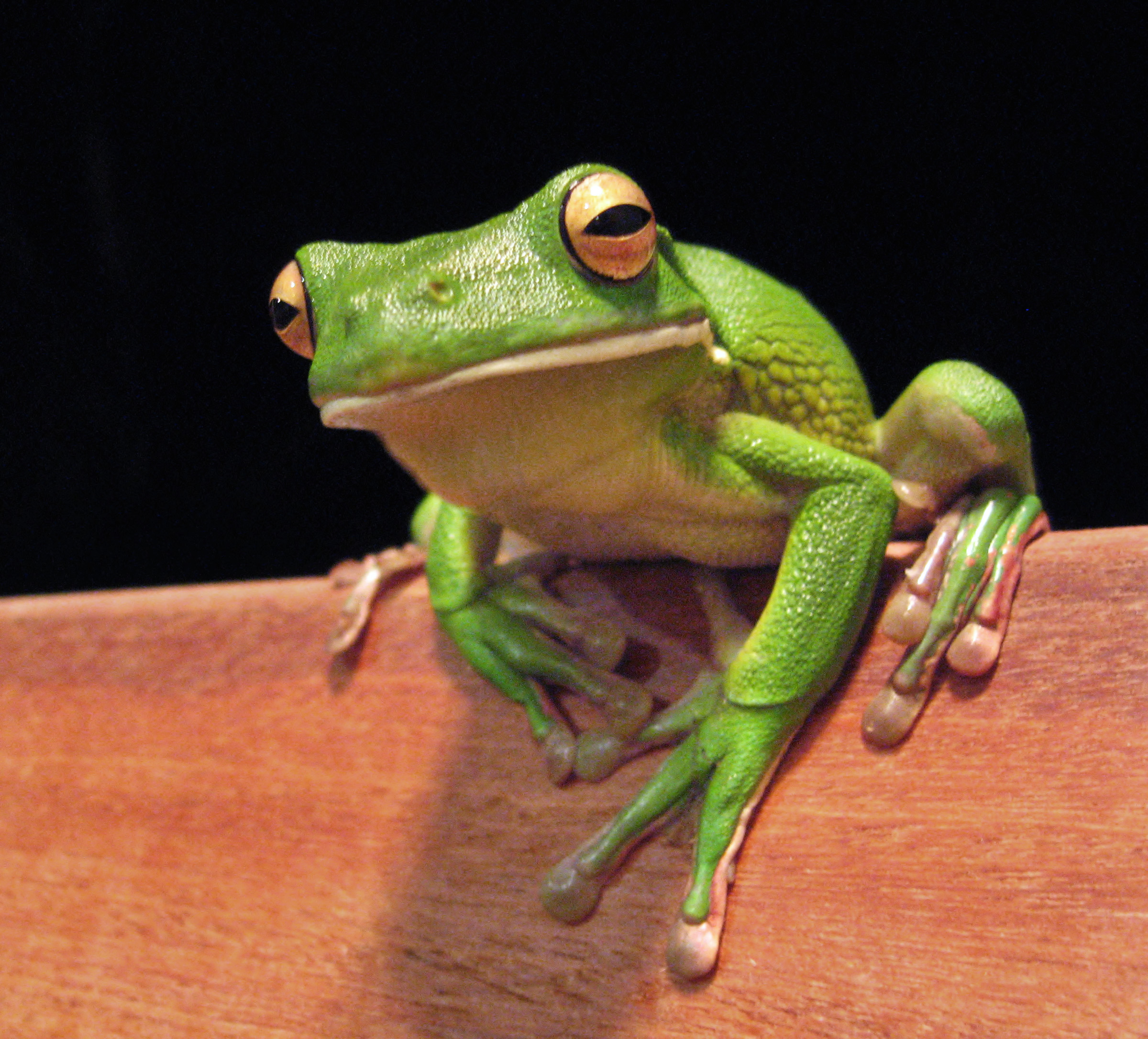
White-lipped tree frog
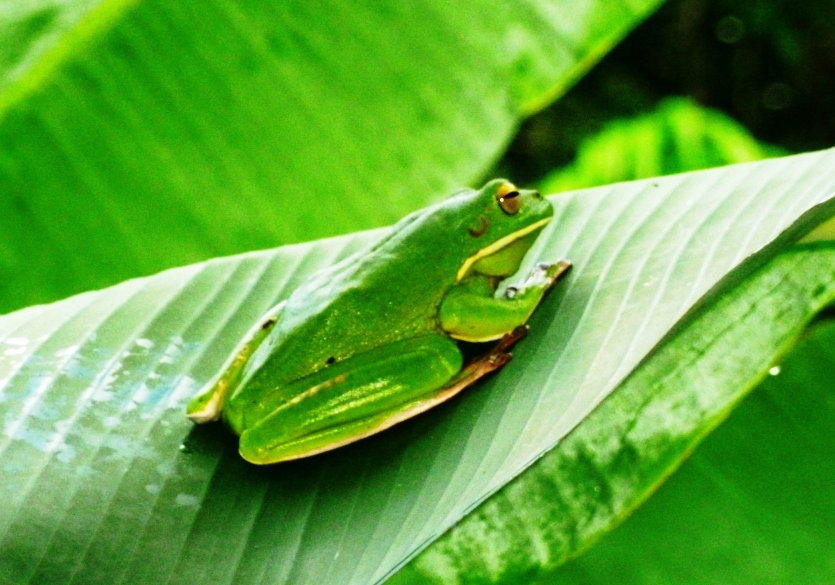
White-lipped tree frog
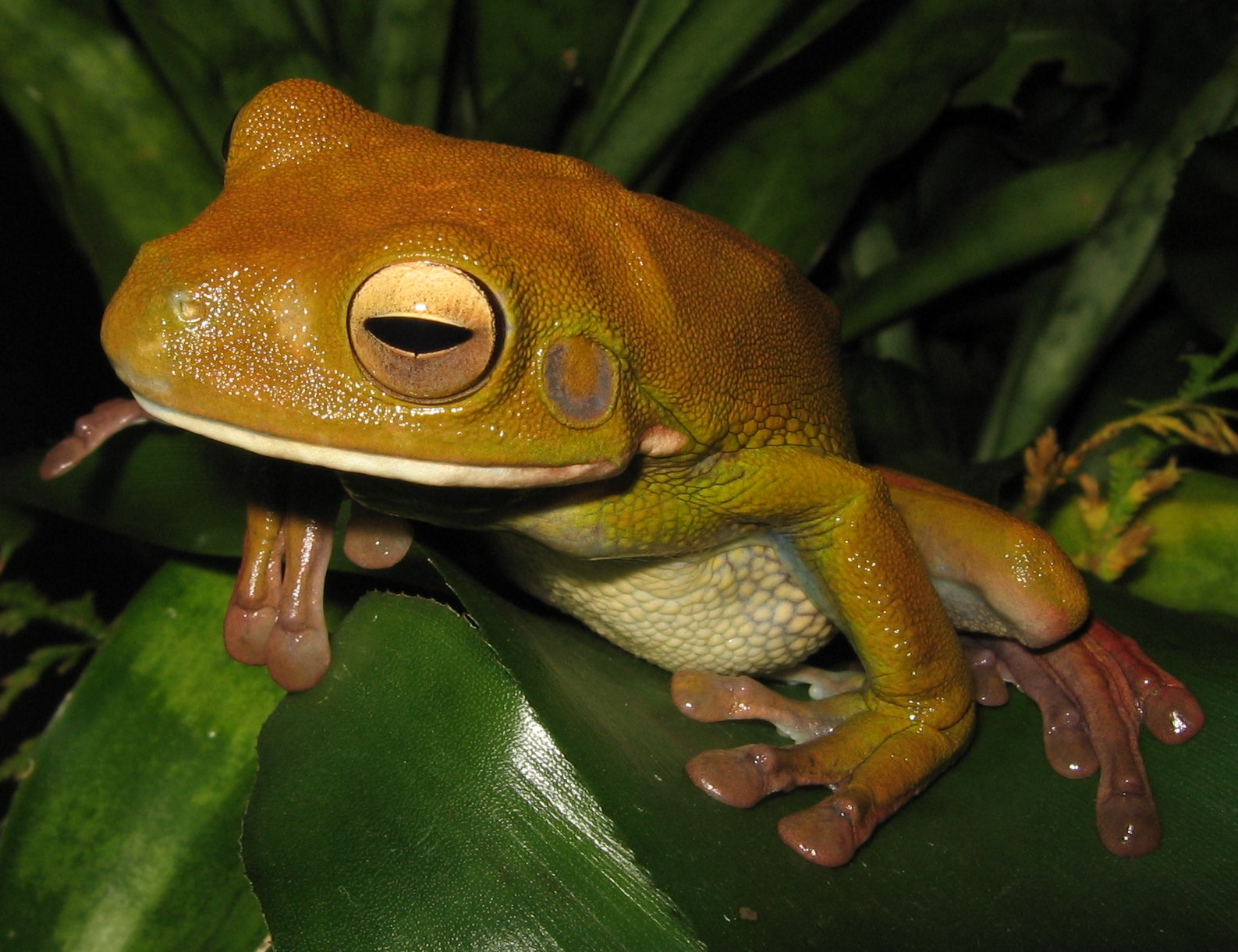
A brown white-lipped tree frog
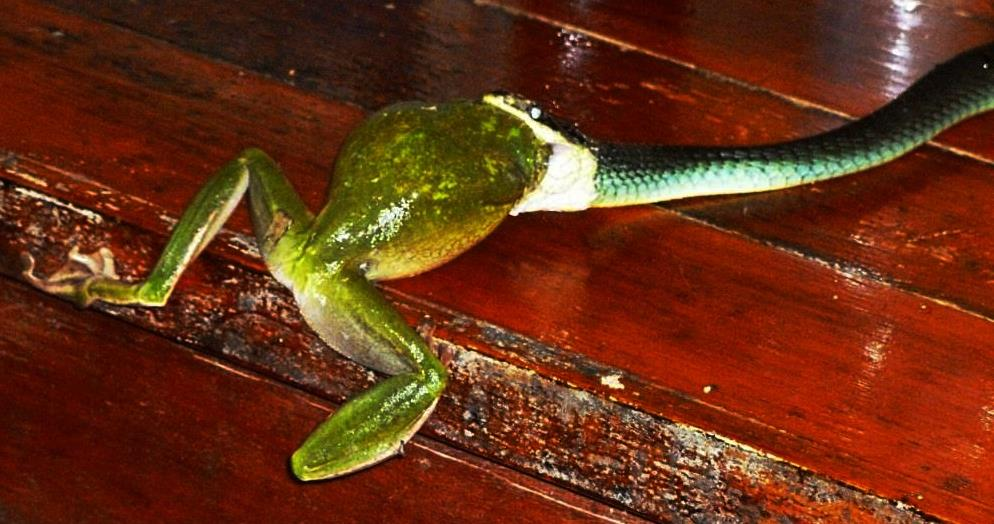
Green Tree Snake - Dendrelaphis puntulata - eating White-lipped Tree Frog near Cooktown, Queensland
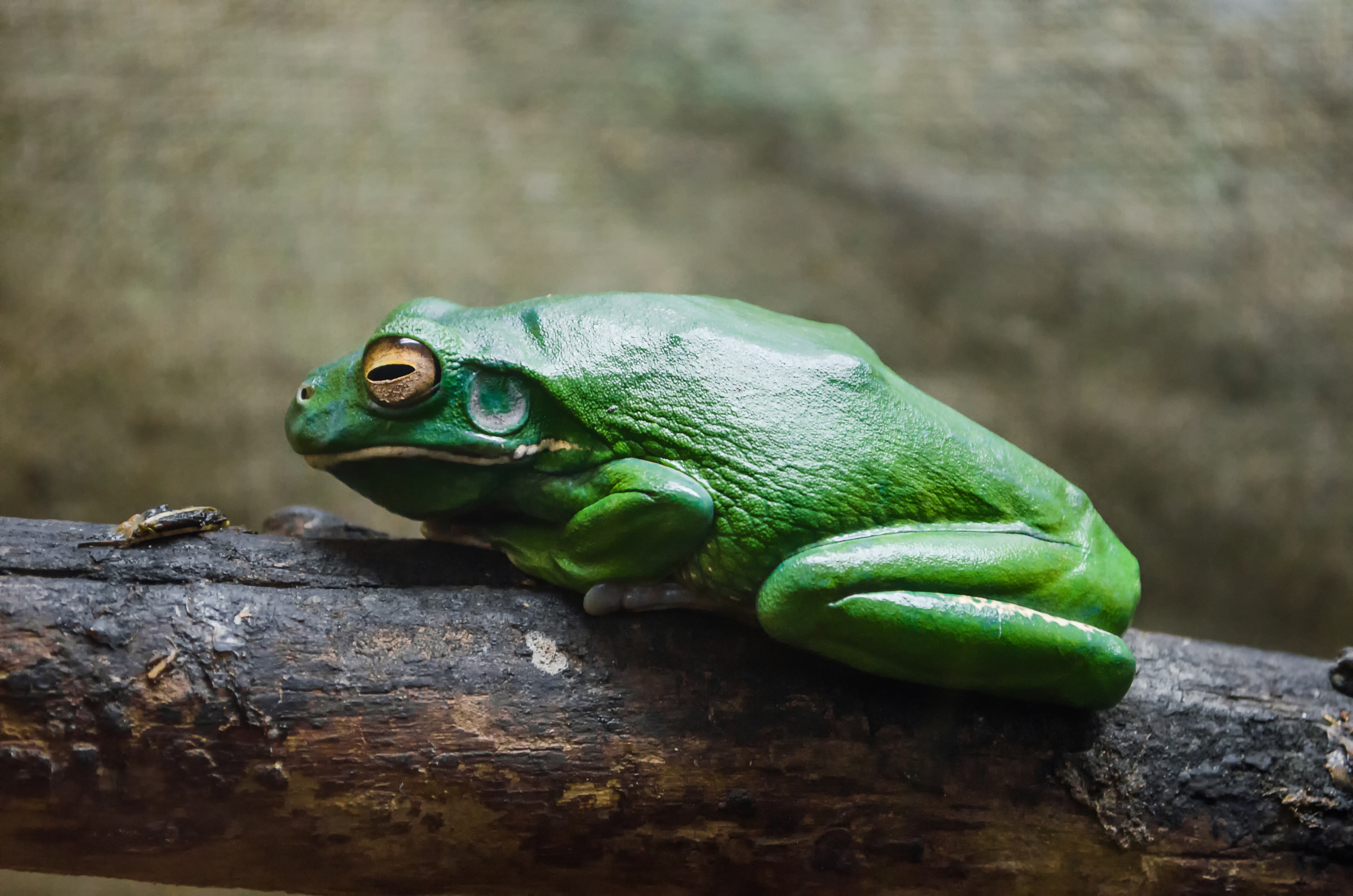
The white-lipped tree frog (Litoria infrafrenata) in the Kyiv zoo
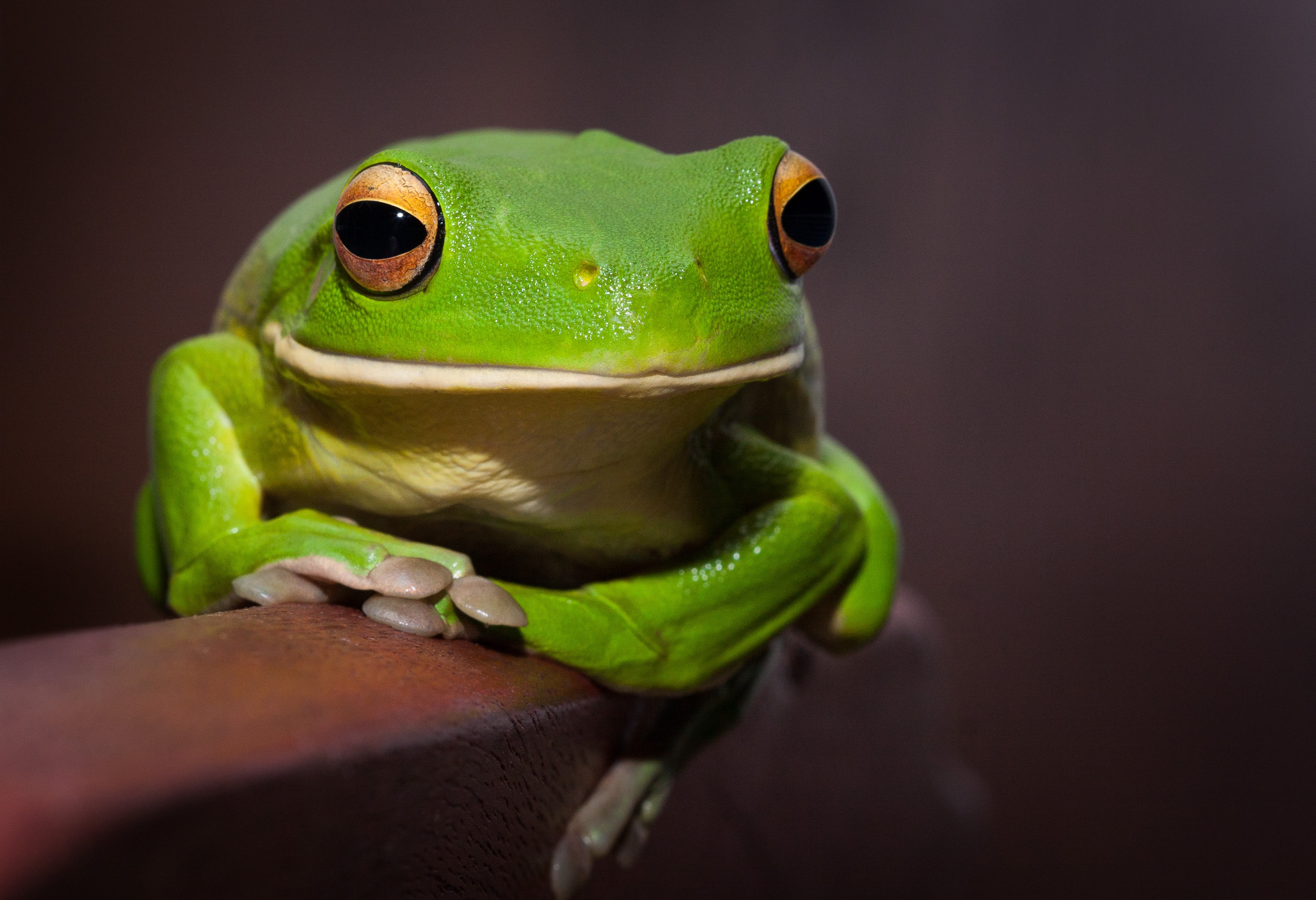
White-lipped green tree frog